# Рибафейта
Рибафейта (порт. Ribafeita)  —  район (фрегезия) в Португалии,  входит в округ Визеу. Является составной частью муниципалитета  Визеу. По старому административному делению входил в провинцию Бейра-Алта. Входит в экономико-статистический  субрегион Дан-Лафойнш, который входит в Центральный регион. Население составляет 1461 человек на 2001 год. Занимает площадь 18,59 км².
Покровителем района считается Дева Мария (порт. Nossa Senhora das Neves). 